# Royal Conservatoire of Scotland
Il Royal Conservatoire of Scotland (gaelico scozzese: Rìoghail na h-Alba), precedentemente Royal Scottish Academy of Music and Drama (gaelico scozzese: Acadamaidh Rìoghail Ciùil is Dràma na h-Alba) è un conservatorio di danza, teatro, musica e cinema a Glasgow, in Scozia.